# Wong (Marvel)
Wong is een personage uit de strips van Marvel Comics. Hij verscheen voor het eerst in Strange Tales #110 (juli 1963) en werd bedacht door Stan Lee en Steve Ditko. Wong is de sidekick van Dr. Strange en helpt hem bij zijn avonturen.
De Nederlandse stem van Wong is Kok-Hwa Lie.

## Biografie
Wong werd geboren in de Sanctum Sactorum waar hij dienaar werd van de Sorcerer Supreme van de aarde-dimensie. Wong is getraind in de vecht- en mystieke kunsten door de Ancient One die hem naar Amerika stuurde om Doctor Strange te dienen. Door de dood van de Ancient One werd Doctor Strange de nieuwe Sorcerer Supreme van de aarde-dimensie en bleef Wong hem nog steeds helpen.

## In andere media

### Marvel Cinematic Universe
Sinds 2016 verscheen dit personage in het Marvel Cinematic Universe en wordt vertolkt door Benedict Wong. Wong was voorheen de bewaker van de bibliotheek in Kamar-Taj. Hier leerde Wong Doctor Strange kennen en bood hem vaak een helpende hand als er problemen waren. Tegenwoordig is hij samen met Doctor Strange de bewaker van het Sanctum Sanctorum, hij is hiervoor bereid zijn leven voor te geven. Zelfs toen Thanos de Aarde aan viel bleef hij het Sanctum Sanctorum verdedigen terwijl Doctor Strange werd ontvoerd door Ebony Maw. Vijf jaar nadat Thanos de helft van alle levende wezens op Aarde had uitgeroeid kwam Wong samen met alle andere Sanctum leerlingen en superhelden die eerder dood waren tegen Thanos vechten. Wong is onder andere te zien in de volgende films en serie:
- Doctor Strange (2016)
- Avengers: Infinity War (2018)
- Avengers: Endgame (2019)
- What If...? (2021-2024) (stem ingesproken door Benedict Wong in S1 en David Chen in S3) (Disney+)
- Shang-Chi and the Legend of the Ten Rings (2021)
- Spider-Man: No Way Home (2021)
- Doctor Strange in the Multiverse of Madness (2022)
- She-Hulk: Attorney at Law (2022) (Disney+)